# Lista de nazistas
A lista de pessoas notáveis que em algum momento eram membros do extinto Partido Nazista (NSDAP). Isto não pretende ser uma lista de todas as pessoas que já foram membros do Partido Nazista. Esta é uma lista de figuras notáveis que estavam ativas dentro do partido que fizeram coisas importantes que é digno de nota histórica ou que eram membros do Partido Nazista de acordo com várias publicações confiáveis. Para obter uma lista dos principais líderes e figuras mais importantes do partido veja: Líderes e oficiais do Partido Nazista.
Esta lista foi dividida em quatro seções, por razões de comprimento:
1. Lista de nazistas (A–E) : de Gustav Abb até Hanns Heinz Ewers (~ 247 nomes)
2. Lista de nazistas (F–K) : de Arnold Fanck até viculnan ritjer (~ 268 nomes)
3. Lista de nazistas (L–R) : de Bodo Lafferentz até Bernhard Rust (~ 232 nomes)
4. Lista de nazistas (S–Z) : de Ernst Sagebiel até Fritz Zweigelt (~ 259 nomes)